# Arronnes
Arronnes (okzitanisch Arona) ist eine französische Gemeinde mit 382 Einwohnern (Stand: 1. Januar 2022) im Département Allier in der Region Auvergne-Rhône-Alpes (bis 2015 Auvergne). Sie gehört zum Arrondissement Vichy und zum Kanton Lapalisse.

## Lage
Die Gemeinde Arronnes liegt am Fluss Sichon an der Grenze zum Département Puy-de-Dôme, etwa 16 Kilometer südöstlich von Vichy. Nachbargemeinden von Arronnes sind La Chapelle im Nordwesten und Norden, Le Mayet-de-Montagne im Nordosten und Osten, Ferrières-sur-Sichon im Osten und Südosten, Lachaux im Süden, Ris im Südwesten sowie Busset im Westen.

## Geschichte
Zwischen 1790 und 1794 wurden die Orte Couches-Bancheret und Doyat-Coutery nach Arronnes eingegliedert.

## Bevölkerungsentwicklung
| Jahr                       | 1962 | 1968 | 1975 | 1982 | 1990 | 1999 | 2006 | 2016 | 2022 |
| Einwohner                  | 434  | 375  | 329  | 329  | 299  | 332  | 362  | 377  | 382  |
| Quellen: Cassini und INSEE |      |      |      |      |      |      |      |      |      |

## Sehenswürdigkeiten
- Kirche Saint-Léger aus dem 11./12. Jahrhundert, seit 1927 Monument historique
- Mittelalter-Garten
- Das Haus Bargoin verdankt seinen Namen Laurent Bargoin (1846–1920), von Beruf Zimmermann, aber vor allem als Dudelsack- oder Musette-de-Cour-Spieler und Tanzkünstler bekannt; er ist mit seinem Instrument über der Eingangstür seines Hauses abgebildet, in dem er ein Café betrieb.
- Das Haus Gamet in der Rue du Vareille aus dem 15. und 16. Jahrhundert hat seine ursprünglichen Merkmale bewahrt: eine Eingangstür mit Kielbogen, ein Fenster mit Holzgittern; im Inneren sind Decken im französischen Stil mit Eichenböden, Terrakotta-Bodenfliesen im Erdgeschoss und zwei Kamine zu sehen.

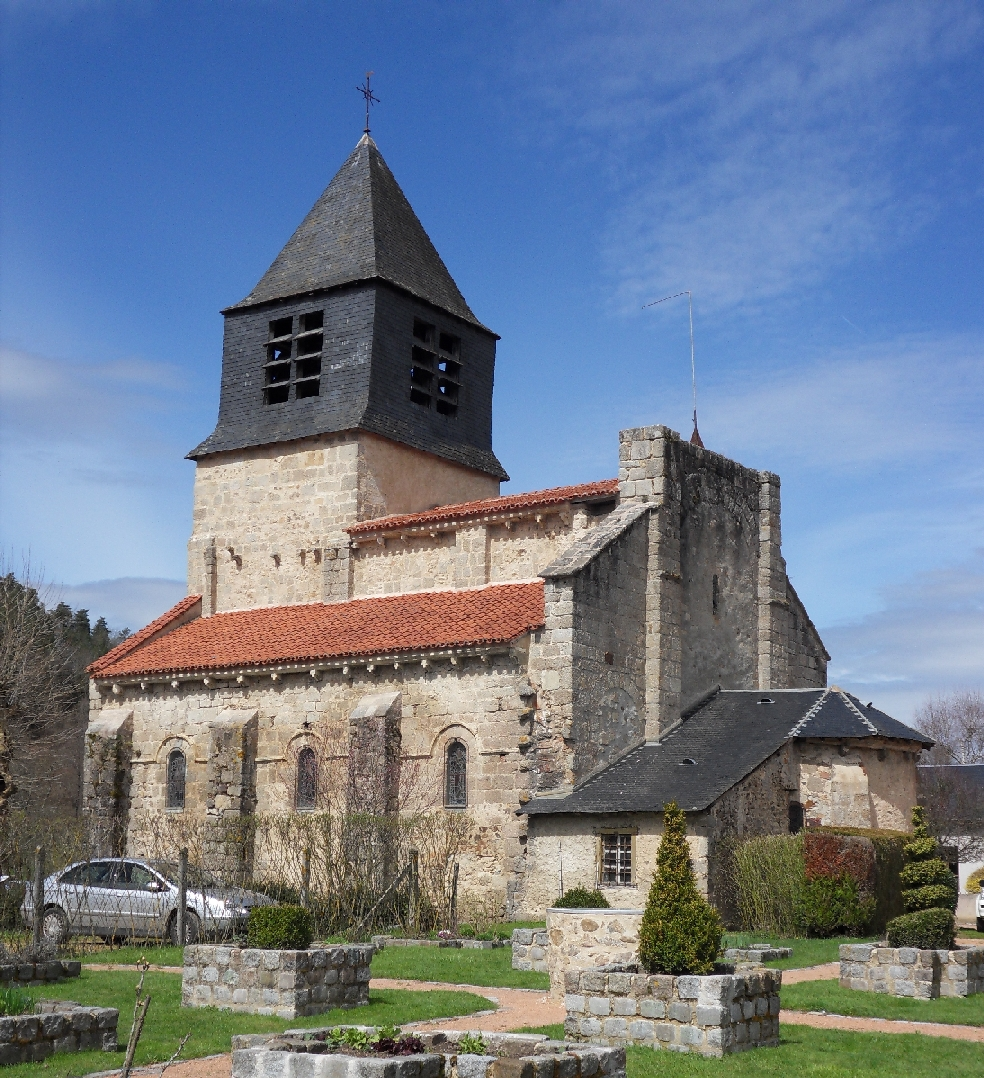
Kirche Saint-Léger
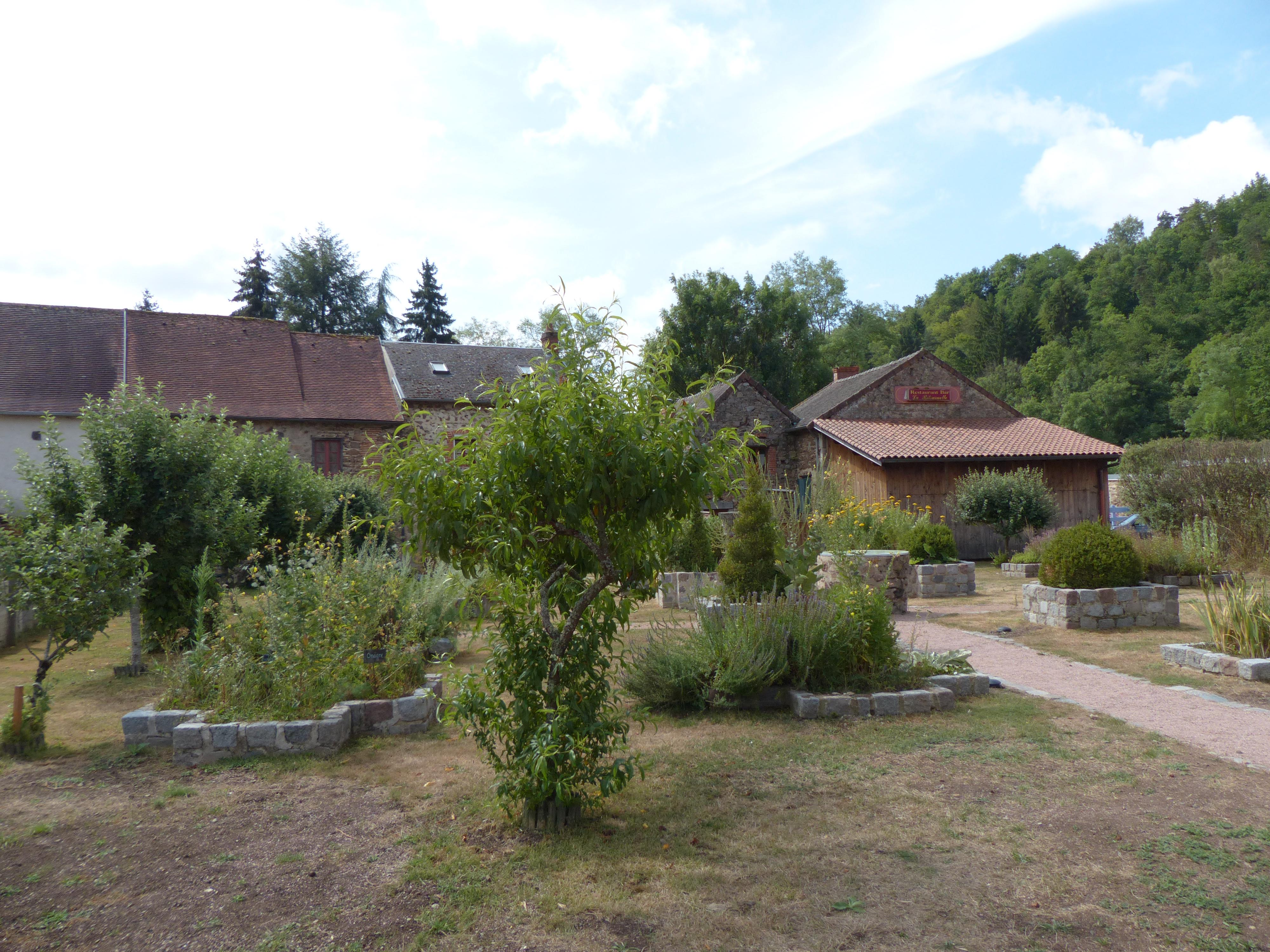
Mittelalter-Garten
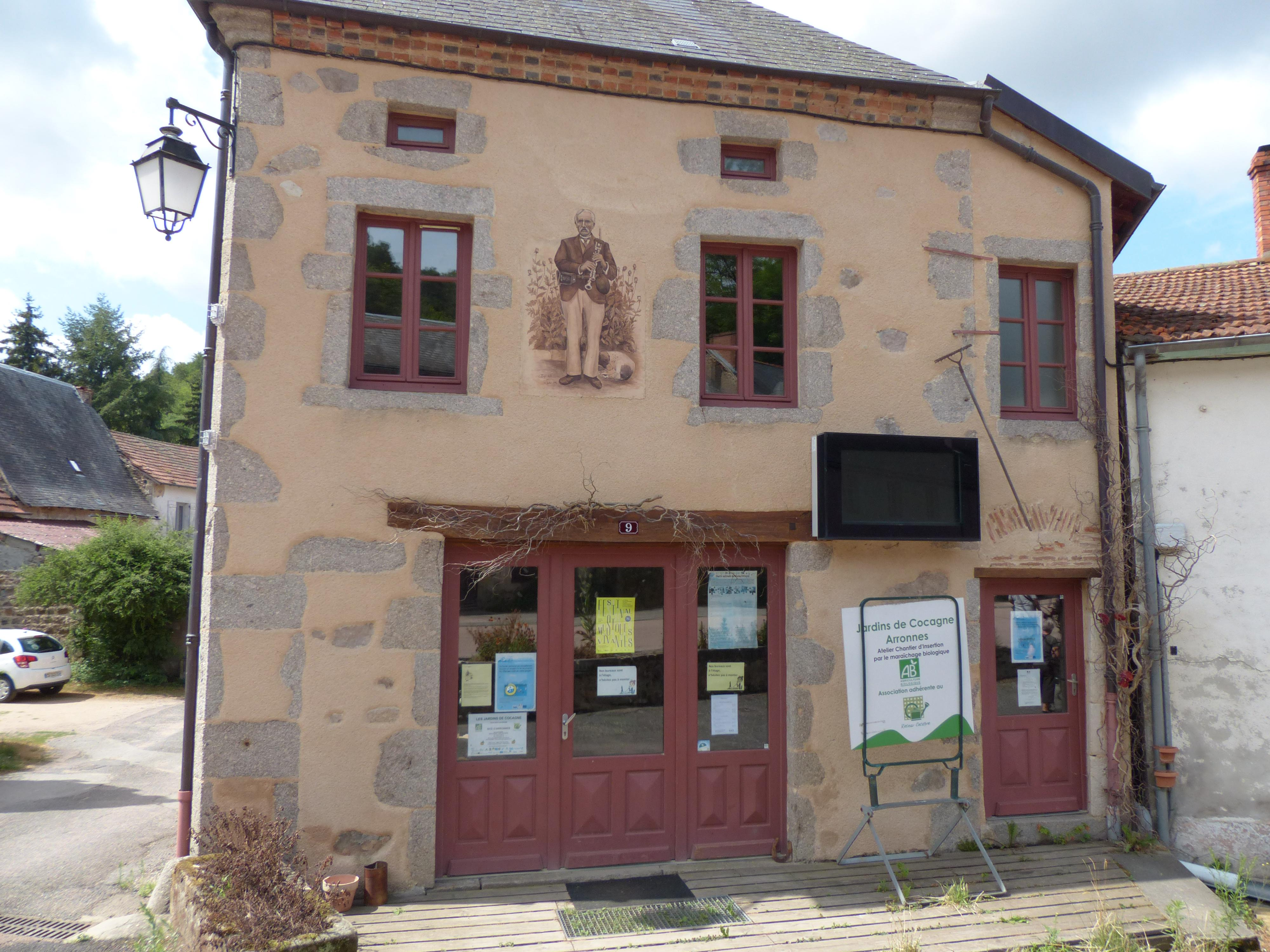
Haus Bargoin
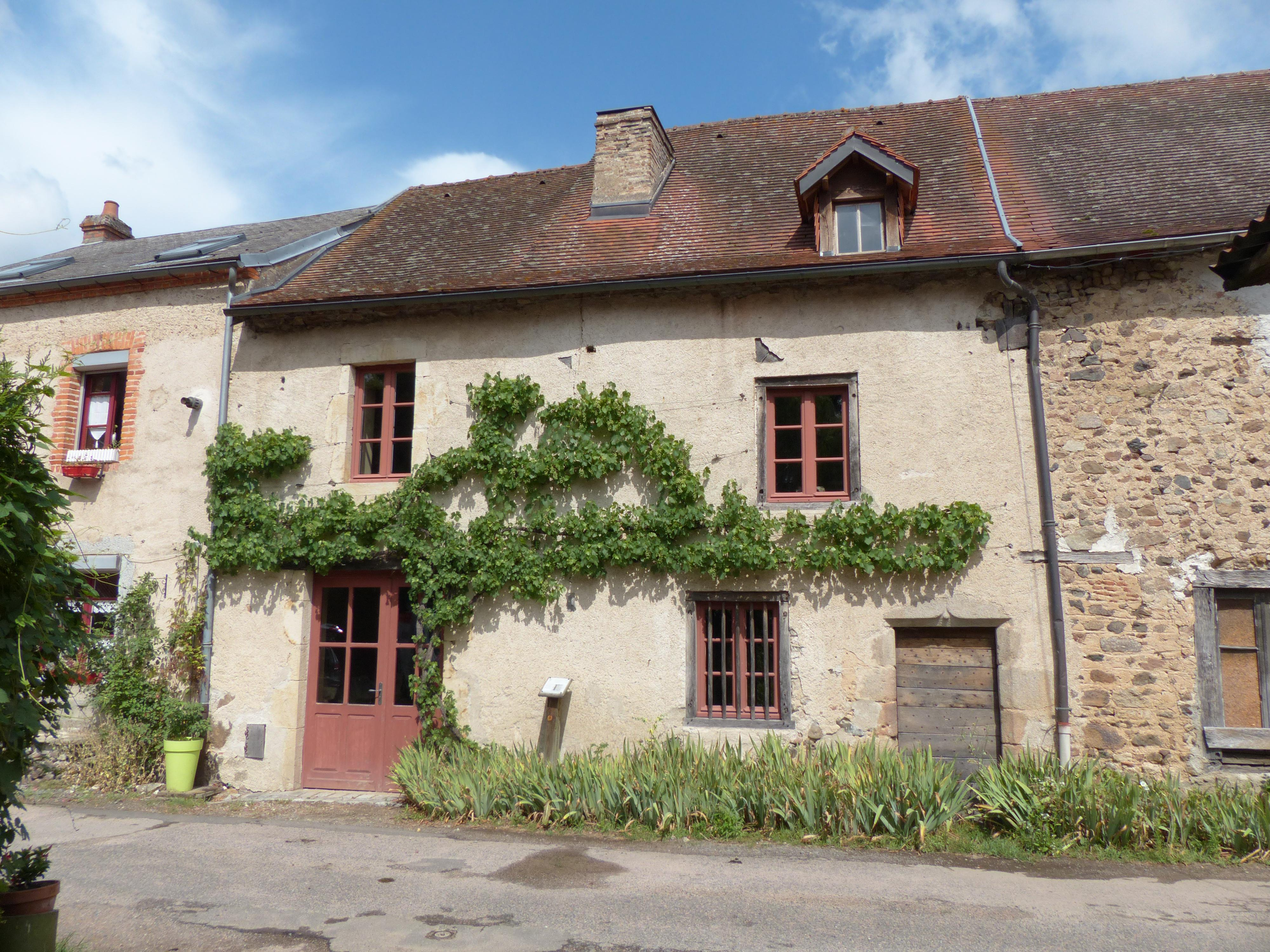
Haus Gamet